# Кайгусуз, Сема
Сема Кайгусуз (19 августа 1972, Самсун) — турецкая писательница и сценаристка.

## Биография
Сема Кайгусуз родилась 19 августа 1972 года в городе Самсун на севере Турции в семье военного. В детстве часто переезжала с семьёй с места на место, благодаря чему познакомилась с культурой и традициями разных уголков своей страны. С 1990 по 1994 год училась в университете Гази в Анкаре на факультете рекламы и связей с общественностью. В студенческие годы работала на радио, играла в театре и увлекалась хореографией. Затем она переехала в Стамбул, где живет и сейчас. Преподает там писательское творчество
Её первая книга Ortadan Yarısından вышла в 1997 году. За ней последовали несколько сборников рассказов: Sandik Lekesi (2000), Doyma Noktasi ("2002) и Esir Sözler Kuyusu (2004). В 2006 году вышел её первый Роман Yere Düşen Dualar. Для режиссёра Йешим Устаоглу она написала сценарий семейной драмы Pandora’nın Kutusu («Ящик Пандоры»). Этот фильм в 2008 году получил «Золотую раковину» Международного кинофестиваля в Сан-Себастьяне и вошёл в список номинантов на премию Европейсккой киноакадемии .
В 2007 году Кайгусуз открыла курсы для изучения этнического и религиозного разнообразия в Турции. В 2008 году она получила стипендию от Гёте-института и была в течение одного месяца «Городской писательницей» в Берлине. В 2010 году она была гостьей берлинской программы деятелей искусств Германской службы академических обменов. Её книги переведены на немецкой, французской, шведской и норвежской языки.

## Награды
- 2008 — Городская писательница в Берлине
- 2016 — премия Фридриха Рюккерта в городе Кобург[4]

## Сочинения
- Ortadan Yarısından. 1997 (рассказы)
- Sandık Lekesi. 2000 (рассказы)
- Doyma Noktası. 2002 (рассказы)
- Esir Sözler Kuyusu 2004 (рассказы)
- Yere Düşen Dualar. 2006 (роман)
- Yüzünde Bir Yer. 2009 (роман)
- Karaduygun. 2012 (рассказы)
- Sultan ve Şair. 2013